# Tron del Paó
Tron del Paó (àrab Takht-i Tawus, persa Takht-e Tâvus تخت طاووس)) és el donat a diverses cadires de tron a l'orient luxosament decorades amb pedres precioses, especialment al tron de l'emperador mogol construït per Shah Jahan (1628-1657) que fou utilitzat per primer cop el març de 1635; a unes columnes hi havia uns paons que li han donat el nom, possible obra de l'artesà francès Austin de Bordeaux. El tron se'l va emportar Nadir Shah quan va saquejar Delhi el 1739 i es diu que en va trobar fins a 17 exemplars; els posteriors emperadors mongols en van fer còpies menys oneroses. Diversos trons anomenats del Paó, cap d'ells el dels mogols, es troben a l'Iran i alguns estan exposats; els més valuosos estan a les Coves de la Banca Melli amb el tresor imperial.